# Orthochtha grossa
Orthochtha grossa är en insektsart som beskrevs av Bolívar, I. 1908. Orthochtha grossa ingår i släktet Orthochtha och familjen gräshoppor. Inga underarter finns listade i Catalogue of Life.